# メアメアメア
『メアメアメア』は、株式会社ビジュアルアーツのブランド・manaから2008年12月19日に発売されたアダルトゲームである。
本項では、2010年3月26日に発売された関連作品『メアメアメアSisterPlus』についても解説する。

## 解説
株式会社ビジュアルアーツのブランド・manaのデビュー作である本作は、高慢だが性に耐性のないサキュバスが一人前に成長する様子を描いたアドベンチャーゲームである。
本作では、プレイヤーが好きな時に「中出し」か「外出し」かを選択できる「スマート射精システム」が搭載されている。

本作の登場人物の一人である瑠璃の人気が高かったことから、『メアメアメアSisterPlus』では瑠璃をメインに据えたストーリーも収録された。

## あらすじ
ある夜、サキュバスの少女・イルが主人公・秀輝の部屋を訪れた。
彼女の性質を知った秀輝はその性技に期待するものの、性に耐性がない上に少し触れられただけで快楽に痺れるほどの落ちこぼれであることが露見してしまう。
自らの失態を見られてもなおイルはエッチができると見栄を張り続けていたため、見かねた秀輝は彼女を一人前のサキュバスにすべく様々なことを教え込んでいくのであった。

## 登場人物
藤野 秀輝
本作の主人公。
イルギット＝ナイトメア
声：木野原さやか
主人公のもとに現れたサキュバス。愛称イル
サキュバスとしてはまだまだ新米で、最初の獲物である秀輝の精を吸おうとして失敗し、逆に手ほどきを受ける羽目になる。
気が強い一方、恥ずかしがり屋ゆえに性技が不十分である上、セリフを噛んでしまうことも多い。
また、少し触られるだけでも快楽に悶えてしまう。
メリッサ＝ナイトメア
声：唯香
イルの妹。サキュバスの世界では100歳以上でないと人間界に行けないというルールがあるが、30歳のメリッサはその天才的な性技を認められ、特例として人間界に来ることができた。
時代劇好きで、「暴れん棒将軍の松平 源」を尊敬し、彼の持ち歌である「マツゲンルンバ」が好き。
槇野 七菜（まきの ななな）
声：奥川久美子
秀輝のクラスのクラス委員長で、秀輝に思いを寄せている。
口数が少ないが、これは彼女がサキュバスの血を引いているためであり、サキュバス特有の性的な衝動を抑えるために言葉を慎んできた。
イルの登場により、秀輝に受け入れられるかもしれないと考え、秀輝に近づくようになった。
藤野 瑠璃（ふじの るり）
声：越智悠
秀輝の妹。毎週金曜日の部活帰りに、秀輝の部屋に来る。
好き嫌いが激しいものの楽観的な性格をしている。
また、漫画などの影響で兄妹で愛し合うことの是非に対して悩んでいる。

## スタッフ
- 原画：丸ちゃん。
- シナリオ：藤原休樹with企画屋
- 音楽：VWN／F-ACE
- 企画：魁

## 主題歌
『Crash Course～恋の特別レッスン～』
- 作詞：KOTOKO／作曲：C.G mix／編曲：C.G mix
- 唄：KOTOKO&詩月カオリ